# Naemorhedus baileyi
El goral rojo (Naemorhedus baileyi) es una especie de mamífero artiodáctilo de la subfamilia Caprinae que se encuentra en la zona fronteriza entre  China, India y Birmania.